# Pháp Hiển
Pháp Hiển (tiếng Trung phồn thể:法顯; tiếng Trung giản thể: 法显; bính âm: Fǎxiǎn; 337 - khoảng 422) là một nhà sư và dịch giả Phật giáo Trung Quốc, người đã đi bộ từ Trung Quốc đến Ấn Độ, thăm nhiều địa điểm Phật giáo thiêng liêng ở Tân Cương, Pakistan, Ấn Độ, Nepal, Bangladesh và Sri Lanka từ năm 399 đến năm 412 để sưu tầm các bản kinh của Phật giáo. Cuộc hành trình của sư được ghi lại trong "Phật quốc ký".
Sư Pháp Hiển đã mô tả hành trình trong cuốn ký sự, Phật Quốc Ký (Foguo Ji, 佛國記). Ký sự của ông là bản ghi chép độc lập đáng chú ý về Phật giáo thời kỳ đầu ở Ấn Độ. Ông mang theo một số lượng lớn các văn bản tiếng Phạn, bản dịch của những văn bản này đã ảnh hưởng đến Phật giáo Đông Á và cung cấp hạn định cho nhiều tên gọi, sự kiện, văn bản và ý tưởng lịch sử trong đó. Thành công của ngài Pháp Hiển đã truyền cảm hứng cho Sư Huyền Trang hai trăm năm sau, để theo đuổi cùng một sứ mệnh đi tìm chân lý và chánh pháp.

## Tiểu sử
Sư Pháp Hiển sinh ra ở Sơn Tây, phía bắc Trung Quốc, vào thế kỷ 4 dưới triều đại Đông Tấn (317–420). Họ gốc của ông là Công hoặc Cung (龔), và tên khai sinh của ông là Sê Hi. Sau này, ông lấy pháp danh là Pháp Hiển, có nghĩa là "Hiển Duơng Phật Pháp". Ba người anh trai của ông qua đời khi còn trẻ. Cha của ông, lo sợ rằng ông cũng sẽ gặp phải số phận tương tự, đã cho ông xuất gia làm chú tiểu khi mới ba tuổi. Vào tuổi hai mươi, ngài thọ đại giới . 
Vào năm 399 Tây Lịch, ở tuổi 62, từ Trường An, Pháp Hiển là một trong những người hành hương sớm nhất được ghi nhận đến Ấn Độ. Ông khởi hành cùng chín người khác để tìm các kinh điển Phật giáo . Ông đã đi bộ suốt từ Trung Quốc qua sa mạc băng giá và đèo núi hiểm trở. Ông vào Ấn Độ từ phía tây bắc và đến Pataliputra (thành Ba-liên-phất). Ông mang về số lượng lớn kinh văn Phật giáo tiếng Phạn. Khi trở về Trung Quốc, ông cũng được ghi nhận là đã dịch các kinh văn tiếng Phạn này sang tiếng Trung.
Chuyến thăm Ấn Độ của Pháp Hiển diễn ra dưới triều đại Chandragupta II. Ông đã vào tiểu lục địa Ấn Độ qua ngã tây bắc. Hồi ký của ông mô tả cuộc lưu trú 10 năm tại Ấn Độ và Tích Lan. Ông đã thăm các địa điểm chính liên quan đến Đức Phật, cũng như các trung tâm giáo dục nổi tiếng và các tu viện Phật giáo. Ông đã thăm Kapilvastu (Lumbini), Bodh Gaya, Benares (Varanasi), Shravasti và Kushinagar, tất cả đều liên quan đến các sự kiện trong cuộc đời của Đức Phật. Pháp Hiển học tiếng Phạn và thu thập văn học Ấn Độ từ Pataliputra (Patna), Oddiyana và Taxila ở Gandhara. Hồi ký của ông đề cập đến truyền thống Tiểu Thừa và Đại Thừa đang nổi lên, cũng như các tiểu truyền thống Thượng Tọa Bộ đang chia rẽ và bất đồng vào thế kỷ thứ 5 của Phật giáo Ấn Độ. Trước khi bắt đầu hành trình trở lại Trung Quốc, ông đã thu thập được một số lượng lớn các kinh văn tiếng Phạn của thời đại ông.
Trên đường trở về Trung Quốc, sau khi ở Sri Lanka hai năm, một trận bão dữ dội đã đẩy tàu của ông lên một hòn đảo, có thể là Java. Sau năm tháng ở đó, Pháp Hiển đi một con tàu khác đến miền nam Trung Quốc, nhưng lại bị gió thổi lệch hướng và cuối cùng vào bờ tại núi Lao ở nơi hiện nay là Sơn Đông, cách thành phố Thanh Đảo khoảng 30 km về phía đông. Ông dành phần còn lại của cuộc đời để dịch và chỉnh sửa các kinh điển mà ông đã thu thập. Những kinh điển này đã có ảnh hưởng lớn đến lịch sử Phật giáo Trung Quốc sau này.
Pháp Hiển đã viết một cuốn sách về những chuyến du hành của mình, đầy những câu chuyện về Phật giáo thời kỳ đầu và địa lý cũng như lịch sử của nhiều quốc gia dọc theo Con đường Tơ lụa, như chúng đã tồn tại vào đầu thế kỷ 5 CN. Ông viết về các thành phố như Taxila, Pataliputra, Mathura và Kannauj ở Madhyadesha. Ông cũng viết rằng cư dân của Madhyadesha ăn mặc và sinh hoạt giống người Trung Quốc. Ông tuyên bố rằng Patliputra là một thành phố thịnh vượng. Ông trở về vào năm 412 và định cư ở nơi hiện nay là Nam Kinh. Năm 414, ông viết (hoặc đọc cho viết) cuốn Phật Quốc Ký. Ông đã dành thập kỷ tiếp theo, cho đến khi qua đời, để dịch các kinh Phật mà ông đã mang về từ Ấn Độ.